# 2007-es wimbledoni teniszbajnokság – női páros
A 2007-es wimbledoni teniszbajnokság női páros versenyét a Cara Black, Liezel Huber duó nyerte a Katarina Srebotnik és Szugijama Ai alkotta páros előtt.

## Kiemeltek
| 1. Lisa Raymond / Samantha Stosur (Elődöntősök) 2. Cara Black / Liezel Huber (Bajnokok) 3. Csan Jung-zsan / Csuang Csia-zsung (Harmadik kör) 4. Katarina Srebotnik / Szugijama Ai (Döntősök) 5. Květa Peschke / Rennae Stubbs (Negyeddöntősök) 6. Alicia Molik / Mara Santangelo (Elődöntősök) 7. Janette Husárová / Meghann Shaughnessy (Harmadik kör) 8. Anabel Medina Garrigues / Virginia Ruano Pascual (Harmadik kör) | 1. Tathiana Garbin / Paola Suarez (Első kör) 2. Jelena Lihovceva / Szun Tien-tien (Negyeddöntősök) 3. Maria Elena Camerin / Gisela Dulko (Első kör) 4. Marija Kirilenko / Jelena Vesznyina (Harmadik kör) 5. Gyinara Szafina / Roberta Vinci (Első kör) 6. Vera Dusevina / Tetyana Perebijnyisz (Első kör) 7. Vania King / Jelena Kostanić Tošić (Első kör) 8. Sania Mirza / Sahar Peér (Harmadik kör) |

## Főtábla
- Q = Kvalifikációból felkerült
- WC = Szabadkártyás
- LL = Szerencsés vesztes
- r = Feladta
- w/o = visszalépett